# Plinia ramosissima
Plinia ramosissima är en myrtenväxtart som först beskrevs av Ignatz Urban, och fick sitt nu gällande namn av Ignatz Urban. Plinia ramosissima ingår i släktet Plinia och familjen myrtenväxter. Inga underarter finns listade i Catalogue of Life.